# 久代萌美
久代 萌美（くしろ もえみ、1989年10月6日 - ）は、日本のフリーアナウンサー、元フジテレビ社員・アナウンサー、司会者。

## 来歴
東京都出身。2012年3月、首都大学東京都市教養学部都市教養学科・理工学系生命科学コース卒業後の同年4月、フジテレビにアナウンサーとして入社。同期入社は酒主義久、宮澤智。
学生時代、両親がバンドをやっていた影響もあり、高校ではガールズバンドを組んでドラムを担当、大学時代は紅一点でパンクバンドを組んでいた
。中学時代に理科の授業で天気図について学んだ事をキッカケにして気象予報士に漠然と憧れを抱いていたが、それが気象キャスターに変化し、アナウンサーを目指すキッカケとなった。進路について、最初は大学院に進学し、科学捜査研究員を目指していたが、結果的にはアナウンス職で就職活動を行い、大学2年次には「ミス首都大学東京」に出場しており、3年次以降は、理工学研究科生命科学専攻教授の松浦克美の環境微生物学研究室ゼミに所属し、卒業論文として「芳香族化合物分解能を持つ紅色光合成細菌の多様性」について研究していた。
入社時から報道志望で、ストレートニュース読みを希望しており、主にBSフジでストレートニュース番組及び『BSフジLIVE プライムニュース』にてニュース読みを担当していた。出演番組としては、地上波ではバラエティ番組の番組進行がメイン業務であった。
2021年6月にアナウンス室から離脱し、ネットワーク局への人事異動の内示を受けた旨の週刊誌に報じられ、後に正式に自身のInstagramアカウントからの投稿と同局広報へのコメントを通し、異動事実を認めた。結果的にレギュラー出演していた『ワイドナショー』が同年6月27日放送分で、アナウンサーとして最後の仕事となった。同年7月1日付の人事異動にてネットワーク局ネットワーク業務推進部へ異動。
2022年3月31日に同社を退社、4月1日にフリーアナウンサーとして吉本興業に所属。 4月18日、「2025年大阪・関西万博3年前イベント～テーマ事業『いのちの輝きプロジェクト』発表会～」の司会者として所属事務所の先輩、陣内智則と共に出席し、フリー転身後初めて、公の場の出演となる。 テレビ番組は、所属先の先輩であるダウンタウンが司会を務める『ダウンタウンDX』（2022年4月21日放送）を皮切りに、各バラエティ番組を中心に出演している。古巣には、同年8月4日の『トークィーンズ』で退社後初の出演を果たした。 これは局アナウンサー業から離れて以降、1年ぶりである。

## 人物
- 吉祥女子中学校・高等学校卒業。
- 元来、料理を趣味としている。理系だった学生時代の名残で、実験や研究さながらに科学的な分析を駆使して取組む意趣がある[2]。
- 出演番組では清楚な衣装を充てがわれてる事もあり、私服はカジュアルでラフなテイストが多い為、ライダースジャケットや厚底シューズが好みだとしている[2]。
- プライベートでは、2019年11月に写真週刊誌「FRIDAY」が6歳年下であるオタ芸披露系YouTuberコンビ「北の打ち師達」のはるくんと半同棲状態での交際を報じられた[10]。自身がレギュラー出演していた『ワイドナショー』で交際事実を認め[20]、その後、2021年元日の日刊スポーツの取材にて、2020年12月にはるくんと結婚したことを公表[21]、翌1月2日にレギュラー出演していた『さんまのお笑い向上委員会』の生放送で改めて報告した[注 3]。
- 2024年8月、第1子出産[24]。

## 出演

### フジテレビアナウンサー時代

#### テレビ
- おいしい畑びより （リポーター） - 2012年7月17、24日
- めざましテレビ（「イマドキ」コーナー担当）※金曜 - 2012年7月6日 - 9月28日、※月曜　- 2012年10月1日 - 2013年3月25日
- 笑っていいとも!（テレフォンアナウンサー） - 2012年12月17日、 2013年3月11日※火曜、2013年4月2日 - 2014年3月25日
- BSフジLIVE プライムニュース（BSフジ）※ニュース担当（水曜） - 2015年10月 - 2018年3月
- スーパーニュース （フィールドキャスター） - 2012年10月 - 2015年3月
- みんなのニュース （取材キャスター） - 2015年3月30日 - 2015年9月25日
- BSフジNEWS（BSフジ） -  2012年7月6日 - 2012年9月28日※金曜、 2012年10月1日 - 2014年9月22日※月曜、2015年10月 - ※火曜日担当
- さんまのお笑い向上委員会（進行） - 2015年4月18日 - 2021年3月27日
- ワイドナショー（アシスタントMC） - 2018年5月6日 - 2021年6月27日※隔週
- めざましテレビアクア（天気キャスター）※月、火曜 - 2014年3月31日 - 9月23日
- NEWSお台場発（キャスター）※火曜 - 2014年4月1日 - 2015年3月24日）
- 日本全国ご自慢列島 ジマング（進行）2013年10月15日 - 2015年9月19日
- ミューサタ（MC） - 2013年10月11日 - 2017年10月1日
- 新・週刊フジテレビ批評→ 週刊フジテレビ批評（情報キャスター） - 2014年4月5日 - 2018年3月31日、2018年4月7日 - 2020年3月28日
- プロ野球ニュース（キャスター）※日曜 - 2016 - 18年
- S-PARK（ニュースキャスター）※土、日曜 - 2018年7月8日 - 2020年3月28日
- 石橋貴明のたいむとんねる（アシスタント） - 2019年4月22日
- ノンストップ!（NONSTOP! ESSE）※火、水曜 - 2019年4月2日 - 2021年7月21日

#### ナレーション
- お台場レインボーバス（2017年4月 - 2020年3月）※車内アナウンス[25][26]

### フリーアナウンサー時代

#### テレビ
- 別冊!CHEF-1グランプリ ～出場者の店全部食べます!～（2022年4月10日 - 7月31日、BSよしもと）- ナレーション[27][28]
- ダウンタウンDX（2022年4月21日・7月14日、読売テレビ制作・日本テレビ系列放送）
- 今田耕司のネタバレMTG（2022年5月7日・7月2日・30日[29]、読売テレビ・一部地域放送）
- 水曜日のダウンタウン（2022年5月18日、TBS）[30]
- プレバト!!（2022年5月19日・7月21日、毎日放送制作・TBS系列放送）
- 帰れマンデー見っけ隊!!（2022年5月30日、テレビ朝日）
- 踊る!さんま御殿!!（2022年5月31日、日本テレビ）
- ちゃちゃ入れマンデー（2022年6月7日、関西テレビ・ローカル枠）
- 関ジャム 完全燃SHOW（2022年6月12日、テレビ朝日）
- 100%!アピールちゃん（2022年6月20日、毎日放送制作・TBS系列放送）
- ちまたのジョーシキちゃん（2022年6月24日、関西テレビ・ローカル枠）
- 痛快!明石家電視台（2022年6月27日、毎日放送・関西ローカル枠）
- 相席食堂（2022年7月5日、朝日放送テレビ制作・テレビ朝日系列放送）
- クイズ!あなたは小学5年生より賢いの?（2022年7月15日、日本テレビ）
- 浜ちゃんが!（2022年8月3日・10日、読売テレビ制作・日本テレビ系列放送）
- トークィーンズ（2022年8月4日、フジテレビ）[31][32]
- くりぃむナンタラ（2022年8月7日、テレビ朝日）

#### イベント
- 「2025年大阪・関西万博3年前イベント～テーマ事業『いのちの輝きプロジェクト』発表会～」（2022年4月18日）- 司会者（フリー転身後初めて、公の場の出演となる）[33]

## その他
- 一日警察署長 立川警察署（2022年9月10日）[34][35][36]